# Schag (Einheit)
Der Schag (russisch Шаг) war eine russische Längeneinheit und entsprach dem Schritt. 
- Reval: 1 Schag/Schritt = 0,9144 Meter
  - 1 russischer Fuß = 30,479 Zentimeter (praktikabel 30,5 Zentimeter)
  - 3 russische Fuß = 1 Schag
  - 1 Stange (russisch Стангэ) = 5 Schritt = 4,5719 Meter